# Índice de precios de la vivienda
El Índice de Precios de la Vivienda (IPV) es un índice confeccionado en España por el Instituto Nacional de Estadística (INE) que fue publicado por primera vez el 1 de octubre de 2008 con el propósito de reflejar la evolución de precios de la vivienda. Se refiere tanto a la vivienda nueva como a la usada, e incorpora tasas de variación tanto trimestral, como anual y acumulada. El desglose es por comunidades autónomas.

## Precio de la vivienda en España

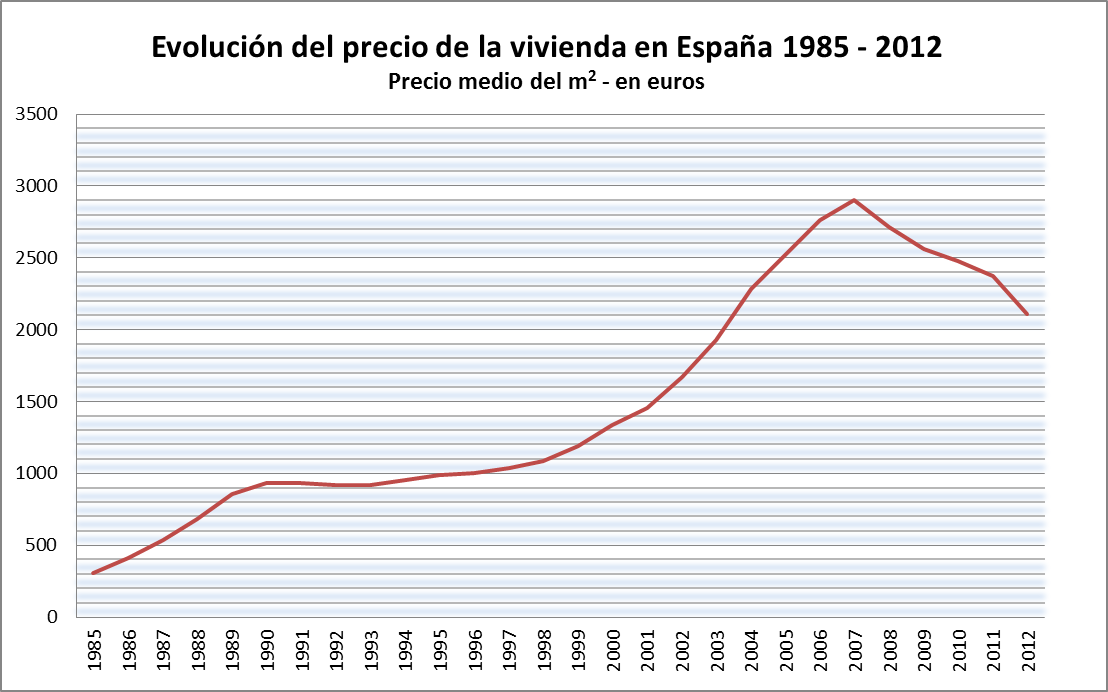
Evolución del precio de la vivienda en España 1985-2012. La burbuja inmobiliaria en España comenzó en 2001 y duró hasta 2007 cuando la vivienda alcanzó su pico de precios, entonces estalló la crisis inmobiliaria española 2008-2013 provocando una crisis económica, social e institucional en España.

En junio de 2007 se alcanzó el pico máximo en el precio de la vivienda, desde entonces, pasado 6 años, en junio de 2013, los precios han bajado un 35%. Según el INE, en el primer trimestre de 2013 el precio bajó un 6,6% de media y en tasa interanual -respecto al primer trimestre de 2012-, un 14,3%.
Para el economista José García Montalvo el precio de la vivienda en España tiene que ajustarse todavía un 35,4% en los próximos años. Montalvo argumenta que a la vista del dato del índice PER (ratio del precio de compra y renta disponible que debe estar sobre los 4 años) en el primer trimestre de 2013 alcanzaría los 6,2 años, por lo que los precios deberían bajar un 35,4% más para recuperar los niveles de PER de largo plazo (per 4). Esta bajada habría que sumarla a la efectuada desde 2007 e implicaría una caída total entre el pico máximo de dicho año 2007 y el valle de un 53,3%.
Otros fuentes también consideran que la bajada de precios continuará varios años más allá de 2013, entre otras razones por la existencia de un gran parque inmobiliario vacío, la ausencia de demanda por razones demográficas, el alto desempleo y la profundidad de la crisis en España.